# Fudbalski klub Radnik Bijeljina
Il Fudbalski klub Radnik Bijeljina è una società calcistica bosniaca con sede nella città di Bijeljina. Milita nella Premijer Liga, la massima divisione del campionato bosniaco.

## Organico

### Rosa 2024-2025
Dati aggiornati al 19 aprile 2025.
| N. |                                 | Ruolo | Calciatore         |
| -- | ------------------------------- | ----- | ------------------ |
| 1  | Bosnia ed Erzegovina (bandiera) | P     | Dalibor Kozić      |
| 2  | Croazia (bandiera)              | D     | Luka Vinski        |
| 4  | Bosnia ed Erzegovina (bandiera) | D     | Nenad Nikić        |
| 6  | Croazia (bandiera)              | D     | Saša Novaković     |
| 7  | Bosnia ed Erzegovina (bandiera) | D     | Pavle Sušić        |
| 8  | Bosnia ed Erzegovina (bandiera) | C     | Nedim Mekić        |
| 9  | Bosnia ed Erzegovina (bandiera) | D     | Aleksandar Vasić   |
| 10 | Bosnia ed Erzegovina (bandiera) | A     | Vladimir Bradonjić |
| 11 | Bosnia ed Erzegovina (bandiera) | C     | Nikola Popara      |
| 13 | Bosnia ed Erzegovina (bandiera) | A     | Seid Zukić         |
| 14 | Serbia (bandiera)               | A     | Milivoje Lazić     |
| 15 | Serbia (bandiera)               | A     | Bojan Mitrović     |
| 16 | Bosnia ed Erzegovina (bandiera) | C     | Faruk Gogić        |

| N. |                                 | Ruolo | Calciatore               |
| -- | ------------------------------- | ----- | ------------------------ |
| 17 | Bosnia ed Erzegovina (bandiera) | A     | Kenan Šarić              |
| 18 | Bosnia ed Erzegovina (bandiera) | A     | Ermin Huseinbašić        |
| 19 | Bosnia ed Erzegovina (bandiera) | A     | Mahir Karić              |
| 20 | Montenegro (bandiera)           | C     | Milan Vušurović          |
| 21 | Bosnia ed Erzegovina (bandiera) | D     | Mustafa Šukilović        |
| 22 | Bosnia ed Erzegovina (bandiera) | C     | Velibor Đurić (capitano) |
| 23 | Bosnia ed Erzegovina (bandiera) | A     | Jovan Motika             |
| 25 | Serbia (bandiera)               | D     | Dejan Koraksić           |
| 26 | Serbia (bandiera)               | D     | Ivan Šubert              |
| 27 | Bosnia ed Erzegovina (bandiera) | P     | Samed Hodžić             |
| 28 | Bosnia ed Erzegovina (bandiera) | D     | Nebojša Babić            |
| 29 | Bosnia ed Erzegovina (bandiera) | C     | Stefan Janjić            |
| 30 | Bosnia ed Erzegovina (bandiera) | P     | Luka Kačavenda           |

### Rosa 2020-2021
| N. |                                 | Ruolo | Calciatore         |
| -- | ------------------------------- | ----- | ------------------ |
| 1  | Bosnia ed Erzegovina (bandiera) | P     | Dalibor Kozić      |
| 2  | Croazia (bandiera)              | D     | Luka Vinski        |
| 4  | Bosnia ed Erzegovina (bandiera) | D     | Nenad Nikić        |
| 6  | Croazia (bandiera)              | D     | Saša Novaković     |
| 7  | Bosnia ed Erzegovina (bandiera) | D     | Pavle Sušić        |
| 8  | Bosnia ed Erzegovina (bandiera) | C     | Nedim Mekić        |
| 9  | Bosnia ed Erzegovina (bandiera) | D     | Aleksandar Vasić   |
| 10 | Bosnia ed Erzegovina (bandiera) | A     | Vladimir Bradonjić |
| 11 | Bosnia ed Erzegovina (bandiera) | C     | Nikola Popara      |
| 13 | Bosnia ed Erzegovina (bandiera) | A     | Seid Zukić         |
| 14 | Serbia (bandiera)               | A     | Milivoje Lazić     |
| 15 | Serbia (bandiera)               | A     | Bojan Mitrović     |
| 16 | Bosnia ed Erzegovina (bandiera) | C     | Faruk Gogić        |

| N. |                                 | Ruolo | Calciatore               |
| -- | ------------------------------- | ----- | ------------------------ |
| 17 | Bosnia ed Erzegovina (bandiera) | A     | Kenan Šarić              |
| 18 | Bosnia ed Erzegovina (bandiera) | A     | Ermin Huseinbašić        |
| 19 | Bosnia ed Erzegovina (bandiera) | A     | Mahir Karić              |
| 20 | Montenegro (bandiera)           | C     | Milan Vušurović          |
| 21 | Bosnia ed Erzegovina (bandiera) | D     | Mustafa Šukilović        |
| 22 | Bosnia ed Erzegovina (bandiera) | C     | Velibor Đurić (capitano) |
| 23 | Bosnia ed Erzegovina (bandiera) | A     | Jovan Motika             |
| 25 | Serbia (bandiera)               | D     | Dejan Koraksić           |
| 26 | Serbia (bandiera)               | D     | Ivan Šubert              |
| 27 | Bosnia ed Erzegovina (bandiera) | P     | Samed Hodžić             |
| 28 | Bosnia ed Erzegovina (bandiera) | D     | Nebojša Babić            |
| 29 | Bosnia ed Erzegovina (bandiera) | C     | Stefan Janjić            |
| 30 | Bosnia ed Erzegovina (bandiera) | P     | Luka Kačavenda           |

### Rosa 2017-2018
| N. |                                 | Ruolo | Calciatore           |
| -- | ------------------------------- | ----- | -------------------- |
| 1  | Bosnia ed Erzegovina (bandiera) | P     | Mladen Lučić         |
| 2  | Bosnia ed Erzegovina (bandiera) | D     | Miladin Filipović    |
| 4  | Croazia (bandiera)              | D     | Domagoj Franić       |
| 6  | Bosnia ed Erzegovina (bandiera) | C     | Davor Arnautović     |
| 7  | Serbia (bandiera)               | C     | Filip Stojanović     |
| 8  | Bosnia ed Erzegovina (bandiera) | C     | Dino Beširević       |
| 9  | Bosnia ed Erzegovina (bandiera) | C     | Aleksandar Vasić     |
| 10 | Bosnia ed Erzegovina (bandiera) | C     | Aleksandar Kitanović |
| 13 | Serbia (bandiera)               | C     | Dušan Martinović     |
| 14 | Bosnia ed Erzegovina (bandiera) | C     | Demir Peco           |
| 15 | Bosnia ed Erzegovina (bandiera) | D     | Željko Krsmanović    |
| 17 | Serbia (bandiera)               | C     | Dejan Janković       |

| N. |                                 | Ruolo | Calciatore           |
| -- | ------------------------------- | ----- | -------------------- |
| 19 | Serbia (bandiera)               | C     | Nenad Srećković      |
| 22 | Bosnia ed Erzegovina (bandiera) | C     | Velibor Đurić        |
| 23 | Bosnia ed Erzegovina (bandiera) | A     | Jovan Motika         |
| 25 | Bosnia ed Erzegovina (bandiera) | A     | Ševko Okić           |
| 26 | Bosnia ed Erzegovina (bandiera) | D     | Besim Šerbečić       |
| 27 | Bosnia ed Erzegovina (bandiera) | P     | Samed Hodžić         |
| 28 | Serbia (bandiera)               | A     | Edin Ademović        |
| —  | Bosnia ed Erzegovina (bandiera) | D     | Slaviša Radović      |
| —  | Bosnia ed Erzegovina (bandiera) | A     | Aleksandar Glišić    |
| —  | Bosnia ed Erzegovina (bandiera) | C     | Nedim Mekić          |
| —  | Bosnia ed Erzegovina (bandiera) | P     | Branislav Ružić      |
| —  | Bosnia ed Erzegovina (bandiera) | A     | Abdurahman Beširović |

## Palmarès

### Competizioni nazionali
- Republička liga Bosne i Hercegovine: 3

1976-1977, 1981-1982, 1987-1988
- Coppa di Bosnia ed Erzegovina: 1

2015-2016
- Prva liga Republike Srpske: 4

1998-1999, 2004-2005, 2011-2012, 2023-2024
- Kup Republike Srpske: 7

2009-2010, 2012-2013, 2013-2014, 2015-2016, 2016-2017, 2017-2018, 2018-2019

### Altri piazzamenti
- Prva liga Republike Srpske:

Secondo posto: 2009-2010, 2010-2011
Terzo posto: 2008-2009

## Statistiche e record

### Statistiche nelle competizioni UEFA
Tabella aggiornata alla fine della stagione 2024-2025.
| Competizione                  | Partecipazioni | G | V | N | P | RF | RS |
| ----------------------------- | -------------- | - | - | - | - | -- | -- |
| Coppa UEFA/UEFA Europa League | 2              | 4 | 1 | 1 | 2 | 2  | 4  |